# Органістий Віталій Петрович
Віта́лій Петро́вич Органі́стий — солдат Збройних сил України учасник російсько-української війни.

## З життєпису
Навчався у Київському геологорозвідувальному технікумі.
Брав участь у війні на сході України в складі 10-ї бригади морської авіації.

## Нагороди та вшануваня
За особисту мужність, сумлінне та бездоганне служіння Українському народові, зразкове виконання військового обов'язку відзначений — нагороджений
- орденом «За мужність» III ступеня (3.11.2015).
- недержавною нагородою «Єдність та Воля»